# 威廉·史密斯 (自行车运动员)
威廉·史密斯（英語：William Smith，1893年—1958年），南非男子自行车运动员。他曾代表南非参加1920年夏季奥林匹克运动会自行车比赛，获得男子双人自行车赛银牌和男子团体追逐赛铜牌。